# Евдокимов, Сергей Анатольевич
Сергей Анатольевич Евдокимов (22 марта 1949, Харцызск, Сталинская область — 16 января 2019, Харьков) — советский и украинский скрипач, педагог, преподаватель. Профессор кафедры оркестровых струнных инструментов Харьковского национального университета искусств им. И. П. Котляревского.

## Биография
Выпускник Львовской консерватории им. Н. В. Лысенко, класс профессоров Д. Н. Лекгера и Б. Д. Каськива (консультант — профессор О. В. Крыса). Ассистентура-стажировка Киевской консерватории им. П. И. Чайковского, класс Народного артиста Украины профессора Б. А. Которовича.
С 1976 г. преподавал в Донецкой государственной консерватории им. С. Прокофьева, а с 1979 года заведовал кафедрой струнно-смычковых инструментов. В 1987-90 гг. преподавал в консерватории г. Алеппо, Сирия.
С 1992 года по январь 2019 года преподавал в Харьковском национальном университете искусств им. И. П. Котляревского, а также вёл класс скрипки в Харьковской средней специальной музыкальной школе-интернате.

### Ученики
Воспитал более 100 выпускников, среди которых:
- Юрий Кириченко — Народный артист Украины, лауреат республиканских конкурсов;
- Игорь Милютин — Заслуженный артист Украины, кавалер ордена княгини Ольги, концертмейстер симфонического оркестра Донецкого академического театра оперы и балета;
- Татьяна Гапеева — концертмейстер муниципального оркестра «Нюрнбергер симфоникер» (Германия), победительница конкурса для участия в юношеском мировом оркестре (Берлин), лауреат 1 премии международного конкурса «Дети-Прокофьеву» на родине композитора, ІІ премии Международного конкурса юных скрипачей Б. Которовича (Харьков);
- Юлия Рубанова — лауреат 1 Международного конкурса одарённых детей «Азовская весна» (Мариуполь), Международного конкурса им. Домбровского (Рига, 2005 г.), концертмейстер «Юнгер филармони», концертмейстер 2х скрипок «Тонкюстлер оркестр»  г. Вена, Австрия
- Артур Подлесный — солист и концертмейстер оркестра театра оперы и балета г. Франкфурт-на-Майне, лауреат конкурса юных скрипачей Б. Которовича;
- Инна Маслова — лауреат I премии Всеукраинского конкурса молодых исполнителей «Слобожанский вернисаж», второй концертмейстер муниципального оркестра в г. Саарбрюкен, Германия ;
- Яна Масорина — I премия ІХ открытого конкурса молодых музыкантов «Харьковские ассамблеи»;
- Светлана Рубина — ІІ премия второго регионального конкурса скрипачей им. Н. Гольденберга, Саратов;
- Александр Капралов — II премия VIII открытого конкурса молодых музыкантов «Харьковские ассамблеи»
- Валерий Соколов — лауреат многих международных конкурсов, выдающийся скрипач современности, востребованный в лучших концертных залах мира.

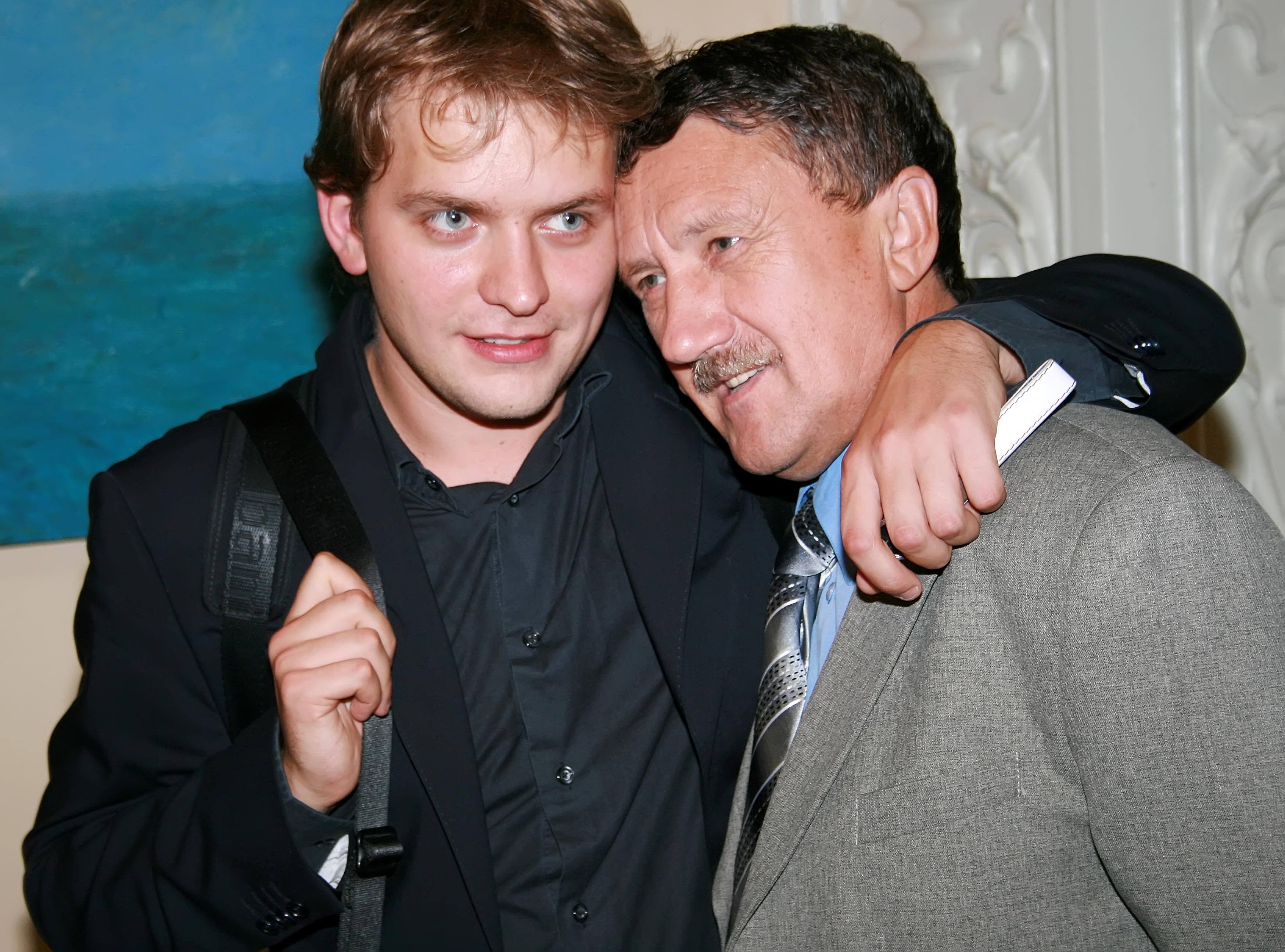
Валерий Соколов и Сергей Евдокимов

### Исполнительская деятельность

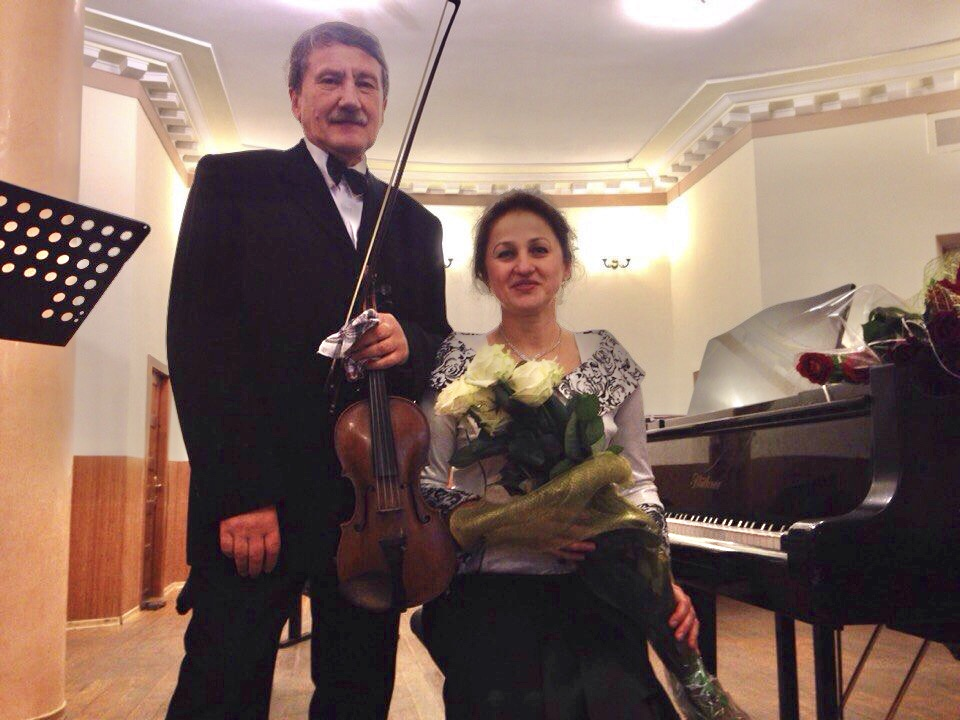
Сергей Евдокимов и Ольга Фекете

Наряду с педагогической работой С. Евдокимов вёл активную концертно-исполнительскую деятельность совместно с супругой пианисткой О. В. Фекете (доцентом ХНУИ, кандидатом искусствоведения). Этот дуэт выступал с концертами камерной музыки в течение 16 лет. Их репертуар включает шедевры мировой классики — произведения И. С. Баха,Л. Бетховена, И. Брамса, С. Франка, Э. Грига, М. Равеля,  Ф. Пуленка, С. Прокофьева, С. Рахманинова (Виолончельная Соната в переложении С. Евдокимова) и ряд других.

### Публикации
Педагогические принципы С. Евдокимова изложены в 2 его книгах: «Скрипичное исполнительство: путь от начинающего до виртуоза» и «Звуковая палитра скрипача и ресурсы ее обогащения». В первой охвачен весь путь обучения скрипача, — от первоначальной постановки, через формирование исполнительской техники, до воспитания творческих эмоций в их инструментальном проявлении и художественного мышления. Вторая книга является итогом сорокалетнего опыта педагогической работы в ВУЗе; в ней предлагается последовательная система оптимальной организации звукотворческого аппарата скрипача для успешного решения художественных задач, — выразительного интонирования. Эти работы рекомендованы Министерством культуры Украины в качестве учебно-методических пособий как для педагогов и студентов ВУЗов, так и для других звеньев музыкального образования.
Регулярно приглашался для оказания методической помощи, проведения мастер-классов и работы в жюри международных и региональных конкурсов и фестивалей.